# Tasiocera attenuata
Tasiocera attenuata là một loài ruồi trong họ Limoniidae. Chúng phân bố ở miền Australasia.